# Joris van Son
Joris van Son (Antwerpen, gedoopt op 24 september 1623 – aldaar, begraven op 25 juni 1667) was een Zuid-Nederlands kunstschilder van vooral stillevens.

## Biografie
Joris van Son was de zoon van een kok, Joos van Son. Joris trouwde op 22 oktober 1656 met Cornelia van Heulens. Ze kregen twee dochters en een zoon, Jan Frans (1658–1701), die later ook schilder zou worden.
Van Son was een leerling van Jan Lievens. In 1642/1643 werd hij meester in het Antwerpse Sint-Lucasgilde. Zijn schilderijen vertonen de invloed van zijn tijdgenoten, waaronder Jan Davidsz. de Heem, Daniël Seghers en Frans Snyders. Een bekend werk van Van Son was een serie schilderijen die de vier elementen verbeeldde. Vanitasstillevens vervaardigde hij vanaf 1666.
Hij gaf les aan verschillende leerlingen, waaronder Frans van Everbroeck, Jan Pauwel Gillemans de Jonge en Norbert Montalie. Sommige bronnen vermelden ook Cornelis van Huynen als zijn leerling, hoewel er enige onzekerheid bestaat over deze toewijzing.
Joris van Son bleef zijn hele leven actief in Antwerpen. Hij werd begraven in de Onze-Lieve-Vrouwekathedraal.

## Afbeeldingen

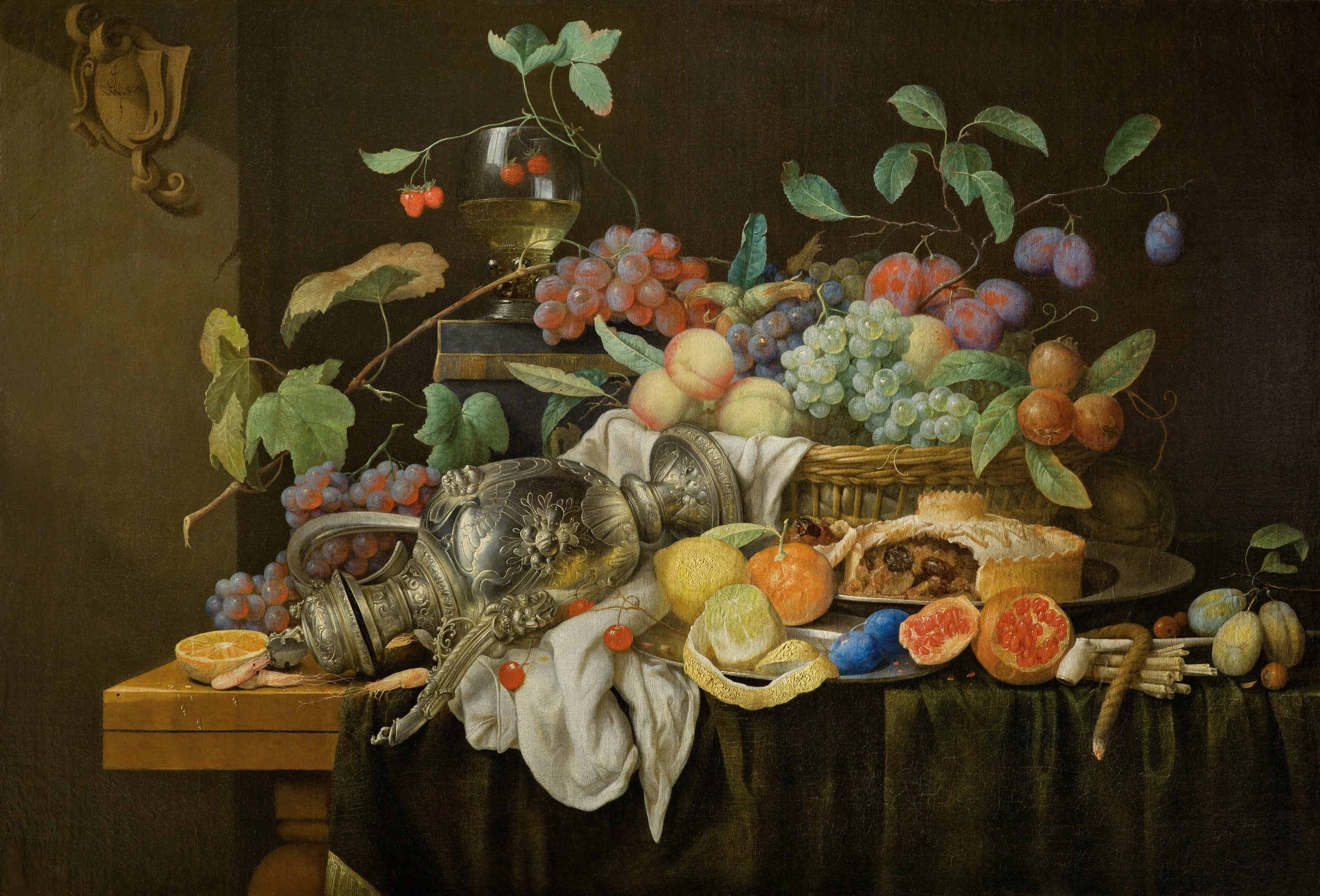
Pronkstilleven met liggende schenkkan
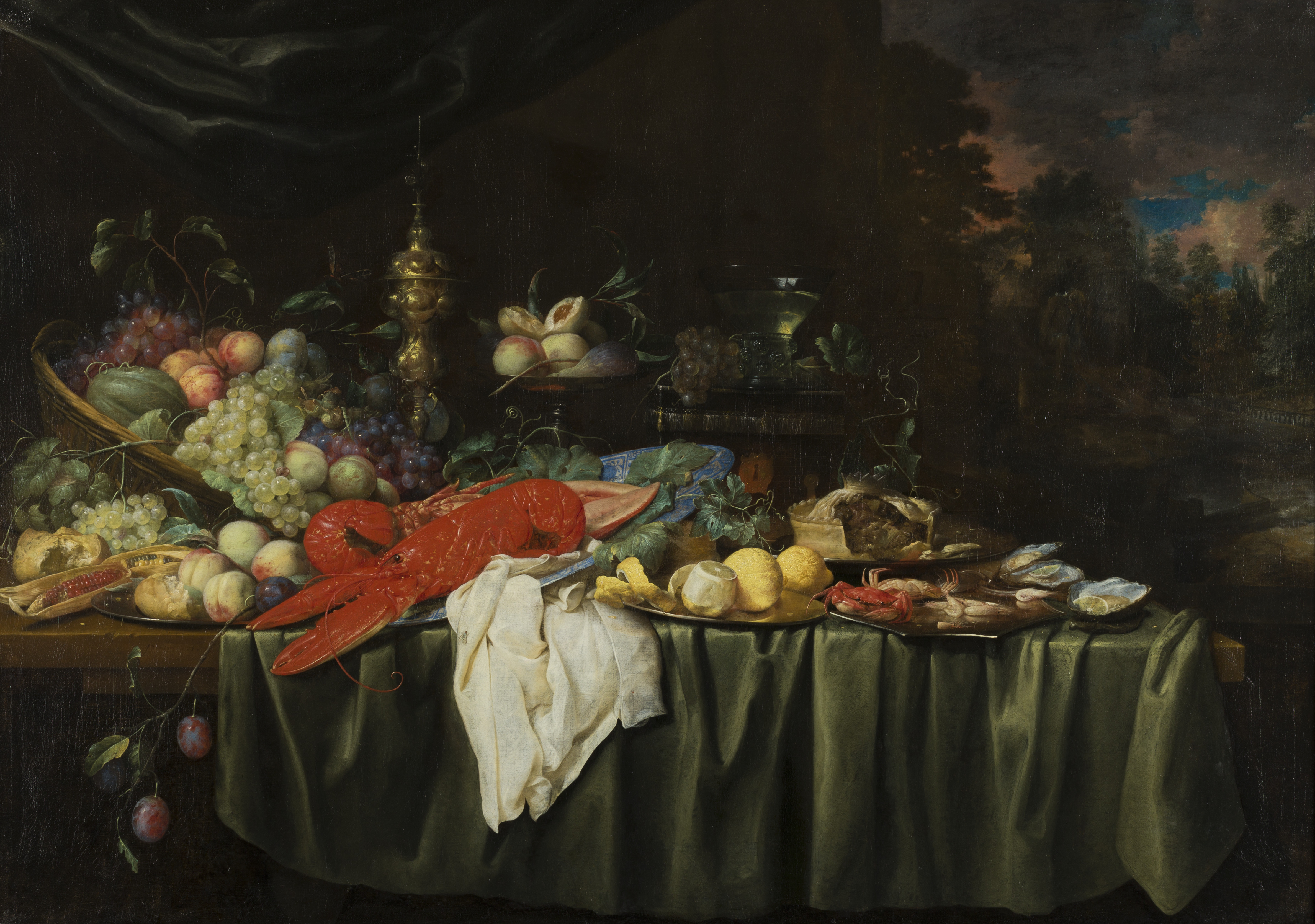
Stilleven met kreeft en fruit
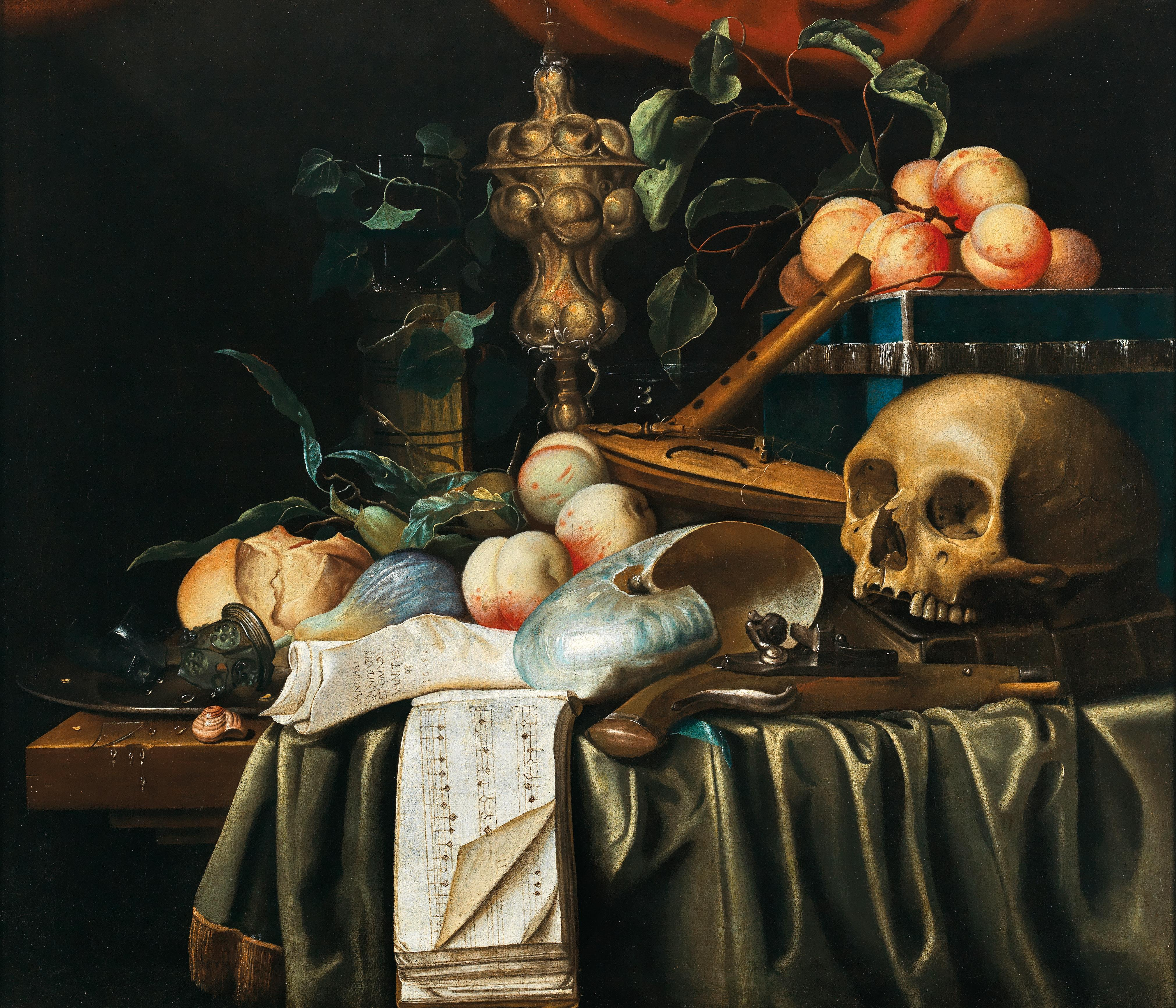
Vanitas

- Biografisch Portaal: 38184373
- Digitale Bibliotheek voor de Nederlandse Letteren: sona001
- Gemeinsame Normdatei: 103049391X
- International Standard Name Identifier: 0000 0000 6812 7754
- KulturNav: c2728343-64f6-4145-b652-2f21a9723316
- Library of Congress Control Number: no2015128979
- RKD-Nederlands Instituut voor Kunstgeschiedenis: 73908
- Union List of Artist Names: 500026884
- Virtual International Authority File: 95847652
- WorldCat: E39PBJppwfxqq346jcQxMt69Xd